# Survivor Series 2014
Survivor Series 2014 è stata la ventottesima edizione dell'omonimo evento in pay-per-view prodotto annualmente dalla WWE. L'evento si è svolto il 23 novembre 2014 allo Scottrade Center di Saint Louis (Missouri).

## Storyline
Nella puntata di Raw del 27 ottobre, dopo che John Cena ha rifiutato di unirsi all'Authority, Triple H ha annunciato un 5-on-5 Traditional Survivor Series Elimination match per l'omonimo evento tra il Team Authority e quello capitanato dallo stesso Cena, al quale, nella stessa sera, si unisce l'Intercontinental Champion Dolph Ziggler. Il 3 novembre, a Raw, Mr. McMahon comunica che se l'Authority perderà alle Survivor Series sarà rimossa dalla sua posizione di potere. Il Mr. Money in the Bank Seth Rollins, Kane e Randy Orton si uniscono alla squadra di Triple H e Stephanie, con Rollins che viene nominato capitano del team; più tardi nella stessa sera, tuttavia, Orton viene estromesso dal team dopo essere stato attaccato dall'Authority. Il 10 novembre, a Raw, lo United States Champion Rusev si unisce al Team Authority dopo che questa l'ha aiutato a mantenere lo United States Championship contro Sheamus; quest'ultimo si unisce quindi al Team Cena insieme a Jack Swagger, mentre Mark Henry e Ryback si uniscono al Team Authority. Swagger verrà tuttavia infortunato da Rollins e sarà quindi costretto a non far più parte del match, mentre Ryback, dopo aver disputato un match contro Cena terminato per squalifica a causa dell'interferenza di Kane, attacca i membri del Team Authority escludendosi dalla squadra. Al termine della puntata Luke Harper ha fatto il suo ritorno in WWE, attaccando Ziggler e lasciandolo disteso sotto gli occhi di Triple H e Stephanie McMahon, chiedendo poi di far parte della loro squadra. Nella puntata di Raw del 17 novembre Harper viene confermato come ultimo membro del Team Authority, mentre Cena cerca di convincere Ryback ad entrare nel suo team. Il resto della squadra viene quindi attaccato dall'Authority: Ziggler perde l'Intercontinental Championship in favore di Luke Harper, mentre Sheamus è costretto ad abbandonare il Team Cena a causa di un infortunio. In serata, tuttavia, il Team Cena viene completato con l'aggiunta di Erick Rowan e Ryback. Il 21 novembre, a SmackDown, Triple H annuncia che se il Team Cena perderà, tutti i suoi membri, tranne lo stesso Cena, verranno licenziati; nella stessa sera, con Cena assente, il resto del Team Cena viene attaccato dal Team Authority.
Nella puntata di SmackDown del 31 ottobre Nikki Bella ha vinto una Battle Royal, diventando così la nuova contendente nº 1 al Divas Championship di AJ Lee. Il 10 novembre, viene annunciato che AJ difenderà il Divas Championship dall'assalto di Nikki alle Survivor Series.
Il 26 ottobre, a Hell in a Cell, Dean Ambrose è stato sconfitto da Seth Rollins in un brutale Hell in a Cell match a causa dell'interferenza di Bray Wyatt. Il 10 novembre, a Raw, viene annunciato che Ambrose affronterà Wyatt alle Survivor Series.
Il 17 novembre, sul sito ufficiale della WWE viene annunciato che i WWE Tag Team Champions Gold e Stardust difenderanno i titoli dall'assalto di The Miz e Damien Mizdow, degli Usos (Jey Uso e Jimmy Uso) e dei Los Matadores (Diego e Fernando) in un Fatal 4-Way Tag Team match alle Survivor Series.
Il 18 novembre è stato annunciato che Alicia Fox, Emma, Naomi e Natalya affronteranno Paige, Cameron, Layla e Summer Rae in un 4-on-4 Traditional Survivor Series Elimination match all'omonimo evento.

## Risultati
| #       | Incontri | Stipulazioni                                                   | Durata |
| ------- | --- | -------------------------------------------------------------- | ------ |
| Kickoff | Fandango (con Rosa Mendes) ha sconfitto Justin Gabriel                                                                       | Single match                                                   | 03:10  |
| Kickoff | Jack Swagger (con Zeb Colter) ha sconfitto Cesaro per sottomissione                                                          | Single match                                                   | 05:39  |
| 1       | Damien Sandow e The Miz hanno sconfitto Goldust e Stardust (c), i Los Matadores e gli Usos                                   | Fatal four-way tag team match per il WWE Tag Team Championship | 15:25  |
| 2       | Alicia Fox, Emma, Naomi e Natalya (con Tyson Kidd) hanno sconfitto Cameron, Layla, Paige e Summer Rae                        | Four-on-four traditional survivor series elimination match     | 14:35  |
| 3       | Bray Wyatt ha sconfitto Dean Ambrose per squalifica                                                                          | Single match                                                   | 14:00  |
| 4       | Adam Rose e The Bunny hanno sconfitto Heath Slater e Titus O'Neil                                                            | Tag team match                                                 | 02:36  |
| 5       | Nikki Bella (con Brie Bella) ha sconfitto AJ Lee (c)                                                                         | Single match per il WWE Divas Championship                     | 00:33  |
| 6       | Big Show, Dolph Ziggler, Erick Rowan, John Cena e Ryback hanno sconfitto Kane, Luke Harper, Mark Henry, Rusev e Seth Rollins | Five-on-five traditional survivor series elimination match     | 43:25  |

### Survivor series elimination match
Team Fox vs. Team Paige
| #              | Wrestler                          | Team                              | Eliminata da                      |                                   |
| -------------- | --------------------------------- | --------------------------------- | --------------------------------- | --------------------------------- |
| 1ª             | Cameron                           | Team Paige                        | Naomi                             |                                   |
| 2ª             | Layla                             | Team Paige                        | Alicia Fox                        |                                   |
| 3ª             | Summer Rae                        | Team Paige                        | Emma                              |                                   |
| 4ª             | Paige                             | Team Paige                        | Naomi                             |                                   |
| Sopravvissute: | Alicia Fox, Emma, Naomi e Natalya | Alicia Fox, Emma, Naomi e Natalya | Alicia Fox, Emma, Naomi e Natalya | Alicia Fox, Emma, Naomi e Natalya |

Team Authority vs. Team Cena
| #              | Wrestler      | Team           | Eliminato da  |               |
| -------------- | ------------- | -------------- | ------------- | ------------- |
| 1°             | Mark Henry    | Team Authority | Big Show      |               |
| 2°             | Ryback        | Team Cena'     | Rusev         |               |
| 3°             | Rusev         | Team Authority | count out     |               |
| 4°             | Erick Rowan   | Team Cena      | Luke Harper   |               |
| 5°             | John Cena     | Team Cena      | Seth Rollins  |               |
| 6°             | Big Show      | Team Cena      | count out     |               |
| 7°             | Kane          | Team Authority | Dolph Ziggler |               |
| 8°             | Luke Harper   | Team Authority | Dolph Ziggler |               |
| 9°             | Seth Rollins  | Team Authority | Dolph Ziggler |               |
| Sopravvissuto: | Dolph Ziggler | Dolph Ziggler  | Dolph Ziggler | Dolph Ziggler |